# James Henderson Kyle
James Henderson Kyle (ur. 24 lutego 1854 w Xenia, Ohio, zm. 1 lipca 1901 w Aberdeen, Dakota Południowa) – amerykański pastor i polityk.
W latach 1891–1901 reprezentował stan Dakota Południowa w Senacie Stanów Zjednoczonych.